# Drosophila lacertosa
Drosophila lacertosa är en tvåvingeart som beskrevs av Toyohi Okada 1956. Drosophila lacertosa ingår i släktet Drosophila och familjen daggflugor.
Artens utbredningsområde täcker Japan, Koreahalvön, Taiwan och Nepal.